# Aleksandra Lisowska (Leichtathletin)
Aleksandra Lisowska (* 12. Dezember 1990 in Braniewo) ist eine polnische Leichtathletin, die hauptsächlich im Langstreckenlauf an den Start geht. 2022 feierte sie mit dem Sieg im Marathon bei den Europameisterschaften in München ihren größten sportlichen Erfolg.

## Sportliche Laufbahn
Aleksandra Lisowska bestritt im Jahr 2008 ihre ersten Wettkämpfe in den Laufdisziplinen auf nationaler Ebene. Damals belegte sie bei den vierten Platz im 5000-Meter-Lauf bei den polnischen U20-Meisterschaften. Im nächsten Jahr trat sie erneut bei den gleichen Meisterschaften an und gewann über 3000 und 5000 Meter jeweils die Silbermedaille. 2010 erreichte sie die nächste Altersklasse und belegte sie mit neuer Bestzeit den sechsten Platz im 5000-Meter-Lauf bei den polnischen U23-Meisterschaften. 2011 bestritt sie einige Wettkämpfe im Hindernislauf. Sie gewann unter anderem bei den polnischen U23-Meisterschaften die Bronzemedaille und trat im Sommer bei den U23-Europameisterschaften in Ostrava an. Dort belegte sie in ihrem Vorlauf den neunten Platz und verpasste damit das Finale. 2012 wurde sie polnische U23-Meisterin im 3000-Meter-Hindernislauf und über 5000 Meter. Ab 2014 bestritt Lisowska erste Wettkämpfe auf der Straße. Im September belegte sie den sechsten Platz bei den polnischen Meisterschaften im Halbmarathon. Mitte November wurde sie Dritte bei einem 10-km-Lauf in Warschau. Fortan fokussierte sie sich auf die längeren Laufdistanzen. 2015 lief sie in Posen ihren ersten Marathon, wobei sie den fünften Platz belegte. 2016 trat sie im Oktober beim Turin-Marathon an, den sie ebenfalls als Fünftplatzierte absolvierte. Im folgenden Jahr startete sie beim Ottawa-Marathon in Kanada, wo sie Zehnte wurde und in 2:40:12 h eine neue Bestzeit aufstellte. 2018 trat sie im April beim Warschau-Marathon an, wobei sie ihre Bestzeit um fast sieben Minuten steigern konnte. 2019 wurde Lisowska polnische Meisterin im Halbmarathon. Im Oktober trat sie in Wuhan bei den Militärweltspielen an, wobei sie in 2:31:40 h eine neue Marathon-Bestzeit aufstellte. Insgesamt belegte sie den sechsten Platz.
2020 trat Lisowska in ihrer polnischen Heimat bei den Halbmarathon-Weltmeisterschaften an. Dort lief sie Bestzeit, kam allerdings nicht über Platz 51 hinaus. Im November wurde sie polnische Meisterin im 10-km-Straßenlauf. Schließlich wurde sie Anfang Dezember auch im Marathon polnische Meisterin. 2021 siegte sie im April mit Bestleistung und Streckenrekord in 2:26:08 h beim Dębno-Marathon. Damit konnte sie im August bei den Olympischen Sommerspielen in Tokio an den Start gehen. Dort belegte sie bei ihrem Olympiadebüt den 35. Platz. 2022 trat Lisowska im August bei den Europameisterschaften in München an. Dort sicherte sie sich in 2:28:36, ihrer zweitschnellsten bis dahin gelaufenen Zeit, den Europameistertitel und damit ihren größten sportlichen Erfolg. Nach beim WM-Titel 1991 durch Wanda Panfil war dies der zweite Titel einer Polin bei einem internationalen Meisterschaftsrennen. Mit dem polnischen Team gewann sie zudem die Bronzemedaille. Nach den Europameisterschaften trat sie zum Ende des Jahres auch bei den Militär-Weltmeisterschaften im Crosslauf an, bei denen sie den zehnten Platz im Einzel belegte und mit dem Team erneut Bronze gewinnen konnte.
2022 wurde Lisowska polnische Meisterin im 10.000-Meter-Lauf. 2023 trat Lisowska in Budapest zum ersten Mal bei den Weltmeisterschaften an, konnte den Wettkampf über die Marathondistanz allerdings nicht beenden. Anfang Dezember lief sie beim Valencia-Marathon in 2:25:52 h eine neue persönliche Bestzeit. Bei den Olympischen Spielen 2024 in Paris beendete sie den Marathonwettbewerb in der Zeit von 2:31:10 h auf dem 36. Platz.

## Wichtige Wettbewerbe
| Jahr              | Veranstaltung                    | Ort               | Platz             | Disziplin         | Zeit              |
| Startet für Polen | Startet für Polen                | Startet für Polen | Startet für Polen | Startet für Polen | Startet für Polen |
| ----------------- | -------------------------------- | ----------------- | ----------------- | ----------------- | ----------------- |
| 2011              | U23-Europameisterschaften        | Ostrava           | 9. (1. Vorlauf)   | 3000 m Hindernis  | 10:34,06 min      |
| 2019              | Militärweltspiele                | Wuhan             | 6.                | Marathon          | 2:31:40 h         |
| 2020              | Halbmarathon-Weltmeisterschaften | Gdynia            | 51.               | Halbmarathon      | 1:12:16 h         |
| 2021              | Olympische Sommerspiele          | Tokio             | 35.               | Marathon          | 2:35:33 h         |
| 2022              | Europameisterschaften            | München           | 1.                | Marathon          | 2:28:36 h         |
| 2023              | Weltmeisterschaften              | Budapest          |                   | Marathon          | DNF               |
| 2024              | Olympische Sommerspiele          | Paris             | 36.               | Marathon          | 2:31:10 h         |

## Persönliche Bestleistungen
Freiluft
- 3000 m: 9:22,20 min, 3. September 2023, Olsztyn
- 5000 m: 16:06,90 min, 28. Juli 2020, Toruń
- 10.000 m: 32:55,09 min, 23. April 2022, Międzyrzecz

Straße
- 10 km: 33:05 min, 11. November 2020, Posen
- Halbmarathon: 1:12:16 h, 17. Oktober 2020, Gdynia
- Marathon: 2:25,52 h, 3. Dezember 2023, Valencia

## Sonstiges
Aleksandra Lisowska ist seit 2016 Sportsoldatin. Sie dient in der polnischen Marine und hat den Dienstgrad einer Obermatrosin inne. Weiterhin gehört sie der Marinesportmannschaft in Gdynia an.